# Illes Solander
Les Illes Solander, en anglès: Solander Islands, en maori: Hautere, són una petita cadena d'illes volcàniques deshabitades que es troben a les coordenades 46° 34′ S, 166° 53′ E / 46.567°S,166.883°E, prop de l'oest de l'Estret Foveaux a Nova Zelanda del sud. Ocupen una superfície d'uns 0,7 km² i administrativament formen part del Districte Southland.

## Història
Aquesta cadena d'illes va ser avistada pel Capità James Cook l'11 de març de 1770 i van rebre el nom del naturalista suec Dr. Daniel Solander, que formava part de l'expedició de Cook en el vaixell Endeavour. El nom maori de les illes Hautere es tradueix com "vent volant", cosa que descriu bé el clima de les illes.

## Geologia
Aquestes illes són les restes d'un volcà del Plistocè aïllat i extint amb roques d'andesita que tenen un o dos milions d'anys.

## Flora i fauna
Hi ha 53 espècies de plantes vasculars, una tercera part d'elles són molt rares. La flora està dominada per falgueres i orquídies. La subespècie d'albatros (Thalassarche b. bulleri) només cria a les Solanders i les Snares.
Les Solanders són una Important Bird Area (IBA) per BirdLife International.

## Les illes
- Illa Solander/Hautere, és l'illa principal i fa 65 hectàrees amb un cim de 330m d'alt. Hi ha bosc i té una cova, Sealers Cave.
- Little Solander es troba a 1,9 km de l'illa principal i ocupa 4 hectàreees. Té un aspecte erm però està coberta de guano.
- Pierced Rock és a 250 m de l'illa principal i ocupa només 2.000 m².